# Лещенко В'ячеслав Евгенович
Вячеслав Евгеньевич Лещенко (рос. Вячеслав Евгеньевич Лещенко; 24 квітня 1995, м. Електросталь, Росія) — російський хокеїст, правий нападник. Виступає за «Атлант» (Митищі) у Континентальній хокейній лізі.
Вихованець хокейної школи «Кристал» (Електросталь). Виступав за «Атланти» (Митищі), «Атлант» (Митищі).
У чемпіонатах КХЛ — 21 матч (1+2).
У складі молодіжної збірної Росії учасник чемпіонату світу 2015. У складі юніорської збірної Росії учасник чемпіонату світу 2013.
Досягнення
- Срібний призер молодіжного чемпіонату світу (2015)